# Tony Kelly (cestista)
Anthony M. Kelly, detto Tony (Chicago, 18 febbraio 1919 – Oak Lawn, 1º marzo 1987), è stato un cestista statunitense, professionista nella NBL.

## Carriera
Giocò per tre stagioni nella NBL, disputando complessivamente 76 partite con 3,9 punti di media.